# 멘투호테프 1세

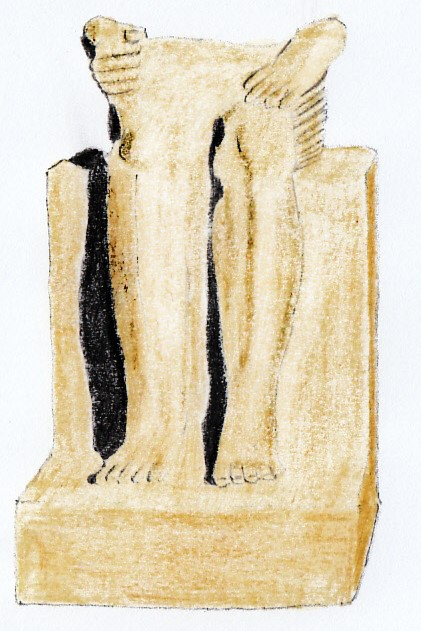

멘투호테프 1세(Mentuhotep I)는 이집트 제11왕조의 개창자이다. 그는 '상이집트의 최고 지도자'를 자처하였다. 그의 이름은 투트모세 3세의 카르나크 석판에 적혀 있다. 석판에 따르면 멘투호테프는 인테프의 아들이었다.
멘투호테프 1세의 재위기간은 정확히 알 수 없으나 기원전 2134년 경으로 비정할 수 있다. 그는 헤라클레오폴리스 정권과 대립하였으며, 테베를 근거지로 하였다.
그가 죽은 후, 아들인 인테프 1세가 즉위하였다.
|  | 제1대 이집트 제11왕조의 파라오 기원전 2134년 경 | 후임 인테프 1세 |